# Jim Magee
Pour les articles homonymes, voir Magee.
Pas d'image ? Cliquez ici

a Compétitions nationales et continentales officielles uniquement.

b Matchs officiels uniquement.
Joseph Thomas Magee, dit Jim Magee, né le 25 mars 1870 à Dublin et mort le 18 mai 1924, est un joueur de rugby à XV sélectionné en équipe d'Irlande comme ailier. 

## Carrière
Jim Magee évolue avec le club de Bective Rangers RFC. Il dispute son premier test match le 2 février 1895 contre l'Angleterre et son dernier contre l'Écosse le 2 mars 1895. Il joue deux test matches avec les Lions britanniques en 1896 en Afrique du Sud.
Son frère Louis joue également avec le club de Bective Rangers et les Lions britanniques en Afrique du Sud.

## Statistiques

### En équipe nationale
- Deux sélections
- Sélections par années : 2 en 1895.
- Un tournoi britannique disputé : en 1895.

### Avec les Lions britanniques
- Deux sélections
- Sélections par année : 2 en 1896.